# Eufònia de ventre castany
L'eufònia de ventre castany (Euphonia pectoralis) és un ocell de la família dels fringíl·lids (Fringillidae).

## Hàbitat i distribució
Habita boscos, clars i vegetació secundària de les terres baixes del sud-est del Brasil, sud-est de Paraguai i nord-est de l'Argentina.